# FastMD Racing
Le FastMD Racing est une écurie de sport automobile américaine. Elle fait participer des Sport-prototype en catégorie LMP3 dans des championnats tels que le WeatherTech SportsCar Championship et la Michelin Le Mans Cup ainsi que des voitures de Grand tourisme dans un championnat tel que le Michelin Pilot Challenge.

## Histoire
Fin 2021, l'écurie américaine FastMD Racing avait annoncé sa participation au Petit Le Mans afin de préparer sa participation à l'intégralité du WeatherTech SportsCar Championship suivant,,. L'écurie avait en effet pris possession d'une Duqueine D08 qu'elle avait testé au Circuit Paul Ricard avec les pilotes Malthe Jakobsen et James Vance. Ce dernier avait été ensuite confirmé dans l'équipage de la voiture qui avait participé au Petit Le Mans avec comme coéquipiers Todd Archer et Max Hanratty.

## Résultats en compétition automobile

### Résultats enWeatherTech SportsCar Championship
| Année | Classe | no | Voiture      | Pneus | 1   | 2   | 3     | 4   | 5     | 6   | 7   | 8     | Total | Pos. |
| ----- | ------ | -- | ------------ | ----- | --- | --- | ----- | --- | ----- | --- | --- | ----- | ----- | ---- |
| 2021  | LMP3   | 7  | Duqueine D08 | M     | DAY | DAY | SEB   | MOH | WGL   | WGL | ELK | ATL 4 | 304   | 12e  |
| 2021  | LMP3   | 7  | Duqueine D08 | M     | Q   | C   | SEB   | MOH | WGL   | WGL | ELK | ATL 4 | 304   | 12e  |
| 2022  | LMP3   | 40 | Duqueine D08 | M     | DAY | DAY | SEB 6 | MOH | WGL 4 | MOS | ELK | ATL   | 593   | 9e   |
| 2022  | LMP3   | 40 | Duqueine D08 | M     | Q   | C   | SEB 6 | MOH | WGL 4 | MOS | ELK | ATL   | 593   | 9e   |

## Pilotes
- Todd Archer (2021-2022)
- Max Faulkner (2020)
- Nick Galante (2019)
- Max Hanratty (2021-2022)
- Michael McCarthy (2020)
- Alexandre Papadopulos (2021)
- Jay Salinsky (2019)
- William Tally (2020)
- Mikey Taylor (2020)
- James Vance (2019-2022)
- Nicolás Varrone (es) (2022)